# Macromia erato
Macromia erato – gatunek ważki z rodziny Macromiidae.